# Gerard John Schaefer
Gerard John Schaefer Jr. (Wisconsin, 25 marzo 1946 – Raiford, 3 dicembre 1995) è stato un serial killer e poliziotto statunitense, operante soprattutto in Florida. Condannato per due omicidi, ne avrebbe commessi in realtà altri 32.

## Biografia

### Origini
Schaefer nacque nel Wisconsin e crebbe ad Atlanta (Georgia) fino al 1960, anno in cui la famiglia si trasferì a Fort Lauderdale (Florida). Il padre si chiamava Gerard e la madre Doris; era il primo di tre bambini. Non ebbe buoni rapporti con il padre, che credeva favorisse la sorella Sara. Da adolescente diventò ossessionato dalla biancheria intima femminile, praticò il cross-dressing e diventò un voyeur spiando di continuo una ragazza del suo quartiere di nome Leigh Hainline. Infine praticò lo zoosadismo, ossia prese gusto a torturare e uccidere gli animali. Secondo delle sue future deposizioni, con la sua abitudine al travestitismo, avrebbe provato ad evitare la leva per la guerra in Vietnam, fingendosi omosessuale. Nel 1964, dopo avere superato la scuola superiore in Florida, si iscrisse all’università. Nello stesso periodo si sposò. Nel 1969 diventò un insegnante, ma fu licenziato dal preside per "comportamenti totalmente inappropriati". Nel settembre 1969 i genitori divorziarono. Dopo avere provato invano a diventare un prete, alla fine del 1971 diventò un agente di pattuglia; aveva 25 anni.

### Omicidi
Schaefer utilizzava il fatto di essere un poliziotto per ingannare giovani autostoppiste. Una volta in trappola le legava e torturava; spesso tutto ciò avveniva nei boschi. Il 21 luglio 1972, dopo avere legato ad un albero due giovani autostoppiste (Pamela Sue Wells, 17 anni, e Nancy Ellen Trotter, 18) nel Martin Country, dei poliziotti lo chiamarono dalla sua radio di servizio. Così partì, lasciando le due ragazze legate, pensando di tornare in seguito per continuare i suoi macabri intenti. Durante la sua assenza, le due giovani riuscirono a liberarsi e diedero l'allarme alla stazione di polizia più vicina. Rischiarono comunque di morire poiché, se fossero scivolate, la corda stretta intorno al loro collo le avrebbe strangolate. Quando tornò indietro e non le vide, chiamò la stazione dicendo che aveva fatto "qualcosa di stupido": disse di avere legato le ragazze per spaventarle, affinché non praticassero più l'autostop, che riteneva un mezzo irresponsabile per viaggiare. Schaefer fu arrestato con l'accusa di falso arresto e assalto. Venne rilasciato il 24 luglio in cambio di una cauzione di 15.000$.
Il 27 settembre 1972 torturò e uccise Susan Place (17 anni) e Georgia Jessup (16 anni); seppellì i loro corpi nella Hutchinson Island, che si trova nei pressi della Contea di St. Lucie.
Nel novembre 1972 venne processato per l'aggressione alle due autostoppiste, avvenuto nel mese di luglio. Il 22 dicembre fu trovato colpevole dal giudice D.C. Smith di aggressione aggravata e condannato a scontare un anno di carcere; ebbe una pena più lieve perché patteggiò con la polizia (Plea bargain). Uscì dal carcere nel giugno 1973, dopo circa 6 mesi.

### Arresto
Nell'aprile 1973 i corpi decomposti e macellati delle due vittime assassinate l'anno precedente vennero ritrovati. Esaminandoli, la polizia notò che erano stati legati ad un albero. Notata la somiglianza con il modus operandi di Schaefer, ottenne un permesso per perquisirgli la casa in quanto sospettato. Nella sua camera da letto trovarono una gran quantità di storie scritte da lui che descrivevano stupri, torture e omicidi ai danni di donne; si riferiva a loro con l'appellativo di "whores" ("prostitute"). Vennero trovati anche  molti oggetti appartenenti a donne scomparse; si contavano diari, gioielli e addirittura denti. Reperirono anche 11 pistole e 100 foto di donne e di Schaefer con indosso della biancheria femminile.
Fu definitivamente arrestato il 7 aprile 1973 e incriminato di due delitti il 18 maggio. Il processo iniziò il 17 settembre e vide come testimoni le due ragazze che sequestrò nel 1972. Il 4 ottobre venne condannato a due sentenze a vita per i due omicidi del 1972. Una delle prove che lo inchiodò fu una borsa che apparteneva a Susan Place. Inoltre la madre della Place identificò Schaefer come la persona che vide con la figlia e la Jessup per l'ultima volta. Schaefer presentò più volte un ricorso contro la sua condanna dichiarandosi innocente, ma in privato si vantava di aver ucciso più di trentaquattro donne e ragazze. Tutti gli appelli gli vennero rifiutati.

### Vittime
- Susan Place, uccisa il 27 settembre 1972.
- Georgia Jessup, uccisa insieme a Susan Place. Sono le uniche due vittime accertate.
- Leigh Hainline, sparita nel 1969 dopo avere detto al marito di lasciarlo per andare a vivere con un compagno dell'adolescenza; è una vittima presunta. Schaefer era il suo vicino di casa; da giovane, come detto prima, la spiava.
- Mary Briscolina, un'autostoppista quattordicenne sparita il 23 ottobre 1972, poco dopo la morte di Place e Jessup. In casa di Schaefer venne trovato un suo gioiello.
- Elsie Farmer, una ragazzina quattordicenne sparita insieme a Mary Briscolina. I loro due corpi furono trovati diverso tempo dopo l'arresto di Schaefer.
- Peggy Rahn, una bambina di 9 anni scomparsa il 29 dicembre 1969; venne vista l'ultima volta nella zona di Pompano Beach (Broward Country) in compagnia di un uomo, apparentemente Schaefer.
- Wendy Stevenson, una bambina di 8 anni sparita insieme a Peggy Rahn. Schaefer nel 1973 fu pubblicamente accusato dei due delitti, ma negò di essere coinvolto. In una lettera del 19 aprile 1989 cambiò versione e disse di avere ucciso e cannibalizzato le due vittime.
- Carmen Marie Hallock, una ventiduenne sparita nel dicembre 1969. In casa di Schaefer vennero trovati due suoi denti.
- Belinda Hutchens, una ventiduenne sparita nel gennaio 1972. In casa di Schaefer venne trovato un suo libretto contenente degli indirizzi.
- Collette Goodenough una diciannovenne sparita nel gennaio 1973, mentre Schaefer era in carcere. In casa sua vennero trovati il suo libro di poesie, il suo passaporto e il suo diario.
- Barbara Wilcox, una diciannovenne sparita insieme a Collette. In casa di Schaefer venne trovata la sua patente.
- Pamela Ann Nater, una ventenne sparita il 2 ottobre 1966;
- Nancy Leichner, una ventunenne sparita insieme a Pamela Nater.
- in alcune lettere Schaefer confessò di avere iniziato a uccidere dal 1965, all'età di 19 anni. Lui affermò di avere ucciso trentaquattro donne e ragazze; la polizia gli attribuì trenta delitti. Al momento della perquisizione di casa sua c'erano gli effetti personali di almeno otto donne scomparse.

### La morte
Il 3 dicembre del 1995, all'età di 49 anni, fu trovato morto nella sua cella, ucciso con 42 coltellate alla testa e al collo da un altro prigioniero, forse un criminale trentatreenne di nome Vincent "Vinny" Faustino Rivera, che non confessò mai il delitto. Rivera era incarcerato per due omicidi, avvenuti nel febbraio 1990 a Hillsborough. Fu incriminato il 1º febbraio 1996. L'8 giugno 1999 gli vennero aggiunti 53 anni e 10 mesi alla pena di un ergastolo e 20 anni che stava scontando. Non si conosce di preciso il motivo del suo delitto, ma pare che i due avessero litigato per una tazzina di caffè.

## Pubblicazioni
Nel 1989 Sondra London, una scrittrice di libri di criminologia che aveva intrecciato un rapporto con Schaefer, pubblicò il libro Killer Fiction, una raccolta di racconti sadici e disegni trovati in casa sua. Dopo il 1991 Sondra tagliò ogni relazione con il killer e si concentrò su Danny Rolling. Schaefer non apprezzò il gesto e le mandò delle minacce di morte. Nei suoi racconti il killer che uccideva le vittime era spesso un poliziotto.
- A Gerard Schaefer è dedicato l'episodio n. 15 del podcast Dark Souls - Storie di serial killer.